# Metamorfosi
|  | Aquest article tracta sobre biologia. Vegeu-ne altres significats a «Metamorfosi (desambiguació)». |

Metamorfosi d'un capgròs a una granota.

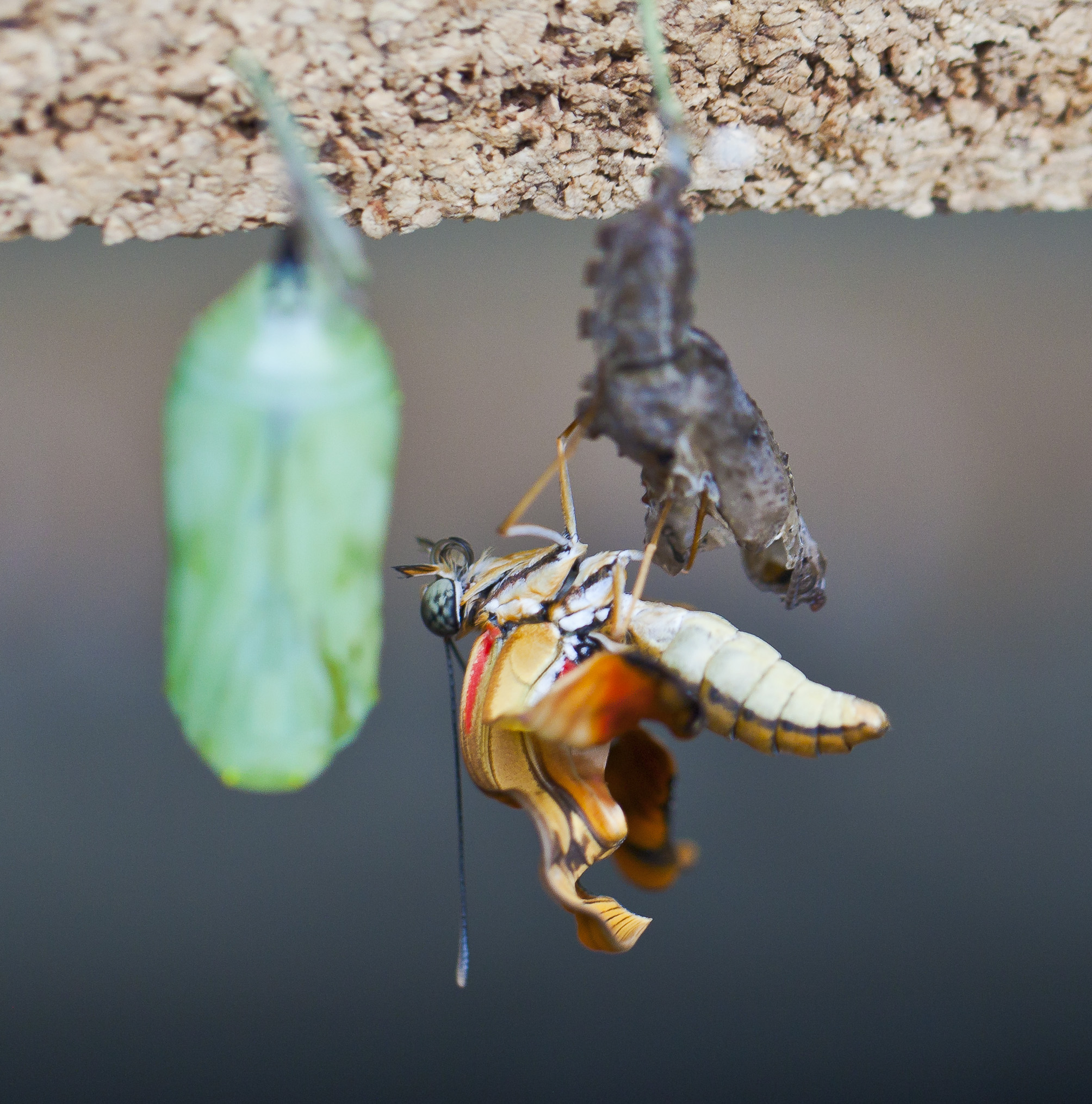
Desclosa d'una papallona.

La metamorfosi és el procés mitjançant el qual un insecte o un amfibi passa per diferents estadis del seu desenvolupament. Aquest és un procés d'organogènesi important en el que es desencadenen diversos processos hormonals d'activació de diferents gens que provoquen un canvi radical en l'estructura general de l'insecte o l'amfibi.
No tan sols hi ha canvis de grandària i un augment del nombre de cèl·lules sinó que hi ha canvis de diferenciació cel·lular. Molts insectes, amfibis, mol·luscs, crustacis, cnidaris, equinoderms i tunicats sofreixen metamorfosi, la qual generalment està acompanyada de canvis d'hàbitat i de comportament. En sentit científic, aquest terme no es refereix a canvis generalitzats de l'aspecte de les cèl·lules o a episodis de creixement ràpid. En els mamífers el terme és d'ús familiar, no científic i és més aviat imprecís.

## Tipus de metamorfosi
- En la metamorfosi simple o incompleta (hemimetabolisme) l'individu passa per diverses mudes fins a transformar-se en individu adult sense passar per una etapa d'inactivitat i sense parar d'alimentar-se. Els estadis juvenils o immadurs se semblen a l'adult a part que són més petits, manquen d'ales i no són madurs sexualment. També poden tenir un més petit nombre de segments corporals. Aquest tipus de metamorfosi es produeix en alguns insectes i també en anèl·lids, equinoderms, mol·luscs i crustacis. En aquest tipus de metamorfosi les fases juvenils d'insectes s'anomenen nimfes. En són exemples les xinxes i les llagostes, que tenen nimfes semblants als seus pares, però de mida més petita.

- La metamorfosi complicada o completa (holometabolisme) és un procés complex. De l'ou neix una larva que és molt diferent de l'adult i que a més de passar per diverses mudes entra en l'estadi de pupa després d'acabar la seva creixença. Durant aquest estadi deixa de menjar i en la major part dels casos s'immobilitza i generalment es tanca en una coberta protectora sofrint-hi una reorganització morfològica i fisiològica que arriba a cap amb la formació de l'insecte adult o imago. La reorganització dels teixits i òrgans té lloc per mitjà de l'acció d'enzims digestius que destrueixen la major part de les cèl·lules, la qual cosa rep el nom d'històlisi. Els nutrients derivats d'aquest procés són usats per a construir els nous teixits de l'adult en el procés d'histogènesis. Aquest tipus de metamorfosi és pròpia de gairebé el 80% dels insectes i d'alguns crustacis. Els exemples són les papallones, mosques, escarabats i les vespes.

Algunes espècies passen la major part de la seva vida en els estats larvaris i tenen una vida adulta breu. Els exemples més notables són els de les efímeres, els adults de les quals viuen un o dos dies i no s'alimenten. Un altre exemple són les cigales les nimfes de les quals viuen fins a 13 o 17 anys en alguns casos i l'adult viu uns pocs dies. Generalment aquests casos es donen entre insectes de metamorfosi simple. En els de metamorfosi complexa els adults solen tenir una vida més llarga que les larves encara que hi ha excepcions, tal com algunes arnes o alguns altres lepidòpters que ni tan sols s'alimenten com a adults.

## Control hormonal
El creixement i metamorfosi dels insectes estan controlats fonamentalment per tres hormones sintetitzades per glàndules endocrines localitzades en la part anterior del cos: una hormona cerebral que estimula a certes glàndules toràciques. Aquestes al seu torn produeixen una segona hormona dita ecdisona, un esteroide que indueix les mudes o ècdisis. La tercera és l'hormona juvenil produïda per la corpora allata l'efecte de la qual és d'impedir el desenvolupament de les característiques de l'adult, permetent que ocorrin les mudes necessàries per al creixement. Així l'insecte té diverses mudes fins que la producció d'hormona juvenil cessa. Tan sols llavors pot tenir lloc la metamorfosi. El coneixement de les hormones de creixement serveix per al control de pestes d'insectes. És possible d'usar productes químics, interferent endocrí, que interfereixen amb el funcionament normal d'aquestes hormones.

## Exemples d'animals
- Escarabat:

1. Larva (cuc de la farina)
2. Pupa
3. Escarabat

- Papallona:

1. Larva (eruga)
2. Pupa
3. Papallona

- Granota

1. Capgròs
2. Capgròs amb dues potes
3. Capgròs amb cos de granota (granota amb cua llarga)
4. Capgròs amb cos de granota (granota amb cua curta)
5. Granota